# Dekanat mogileński
Dekanat mogileński – jeden z 30 dekanatów w archidiecezji gnieźnieńskiej.

## Parafie
- Parafia Najświętszej Maryi Panny Królowej Polski w Dąbrowie k. Mogilna
- Parafia św. Józefa w Kołodziejewie
- Parafia Świętej Faustyny w Mogilnie
- Parafia św. Jakuba Większego Apostoła w Mogilnie
- Parafia św. Jana Apostoła w Mogilnie
- Parafia Matki Bożej Nieustającej Pomocy w Mogilnie
- Parafia św. Michała Archanioła w Niestronnie
- Parafia św. Marcina w Palędziu Kościelnym
- Parafia św. Wawrzyńca w Parlinie
- Parafia Świętej Trójcy w Słaboszewie
- Parafia Świętych Apostołów Piotra i Pawła w Trlągu
- Parafia św. Andrzeja Boboli we Wszedniu